# Перепись населения в Киеве (2001)
Перепись населения в Киеве в 2001 году — составная часть Всеукраинской переписи населения в 2001 году. В Киеве для проведения переписи было создано 7058 счётных участков. Согласно данный переписи численность населения в городе составила 2611,3 тысячи человек. Плотность — 3264 чел./км².

## Описание
По результатам переписи населения города Киева, численность мужчин составила 1 млн. 219 тыс. человек, или 46,7 %, женщин — 1 млн. 393 тыс. человек, или 53,3 %. Возрастной состав населения характеризовался уменьшением доли детей в общей численности населения, что предопределяет старение города. Также по данным переписи было зафиксировано, что в городе проживает более 130 народов и национальностей. Доминируюшей нацией в Киеве зафиксированы украинцы — 82,2 %. Результаты переписи также зафиксировали рост уровня образования среди населения, так по сравнению с переписью 1989 года уровень образования населения вырос на 14,6 %.
По данным Всеукраинской переписи населения, численность мужчин и женщин, состоящих в зарегистрированном браке, составила 1 млн. 140 тыс.человек.